# Tom Brokaw
Thomas John "Tom" Brokaw, född 6 februari 1940 i Webster, South Dakota, är en amerikansk journalist och författare. Brokaw var både chefredaktör och nyhetsankare på vardagar för NBC:s nationella nyhetssändning på kvällstid, NBC Nightly News, mellan 1983 och 2004.
Han är även den ende förutom rollen som nyhetsankare vid Nightly News som även varit programledare för The Today Show och Meet the Press. Som nyhetsankare var han ofta på plats i händelsernas centrum, exempelvis vid Berlinmurens fall 1989. 1998 gav han ut boken The Greatest Generation som en hyllning till sin föräldrageneration genom en porträttskildring av flera bemärkta personer som unga vuxna deltog i andra världskriget och boken kom att mynta begreppet för dessa som den "största generationen" i amerikansk-engelsk vokabulär. 
USA:s president Barack Obama tilldelade Brokaw Presidentens frihetsmedalj under 2014. 22 januari 2021 meddelades det att Brokaw slutligen gick i pension från NBC efter 55 år i olika roller där, under senare år som senior korrespondent och nyhetskommentator vid NBC News samt som paneldeltagare även på MSNBC.